# سام يون
سام يون (بالإنجليزية: Sam Yoon)‏ هو سياسي أمريكي، ولد في 10 يناير 1970 في سول في كوريا الجنوبية. حزبياً، نشط في الحزب الديمقراطي.